# Ninjago: Rückkehr der Oni
Rückkehr der Oni (Originaltitel March of the Oni) ist die zehnte Staffel der computeranimierten Fernsehserie Ninjago: Meister des Spinjitzu (seit Staffel 11 nur Ninjago). Die Serie wurde von Michael Hegner und Tommy Andreasen entwickelt. Die Staffel, die nach Im Land der Drachen spielt, erschien am 10. April 2019. Die 10. Staffel besteht aus nur 4 Folgen, was es zur kürzesten Staffel seit den Pilotfolgen macht. Der Grund dafür ist, dass sie durch ihre 90 Minuten Gesamtlaufzeit einem Kinofilm ähneln.
Die zehnte Staffel war außerdem die letzte, die von Wil Film ApS animiert wurde, was mit Verbotenes Spinjitzu zu einer großen Veränderung führte. Seit der elften Staffel übernahm das Animationsstudio WildBrain Studios in Kanada die Animation. Außerdem wurde der Nebentitel Meister des Spinjitzu mit der elften Staffel entfernt und die Laufzeit pro Folge wechselt von 22 zu 11 Minuten.
Rückkehr der Oni folgt der Geschichte der Oni, die in Garmadons Motorrad-Gang vorgestellt wurde, und löst den Cliffhanger der letzten Staffel direkt auf, in dem Herrscher Garmadon Lloyd vor „den Bringern der Dunkelheit“ warnte, mit denen er die Oni meinte. Die Storyline folgt den Ninja und ihren Verbündeten, die die Oni bekämpfen müssen, die ganz Ninjago in Dunkelheit versetzen wollen. Die Staffel endet damit, dass die Ninja die Oni erfolgreich besiegen und Lloyd in einer Vision kurz seinem Großvater, dem Ersten Spinjitzu-Meister, begegnet, was dessen ersten Auftritt in der Gegenwart in der Serie darstellt.

## Synchronisation (Hauptcharaktere)
| Rolle              | Englischer Sprecher | Deutscher Sprecher   |
| ------------------ | ------------------- | -------------------- |
| Lloyd Garmadon     | Sam Vincent         | Christian Zeiger     |
| Kai                | Vincent Tong        | Wanja Gerick         |
| Jay                | Michael Adamthwaite | Sebastian Kluckert   |
| Zane               | Brent Miller        | Robin Kahnmeyer      |
| Cole               | Kirby Morrow        | Dirk Stollberg       |
| Nya                | Kelly Metzger       | Magdalena Turba      |
| Meister Wu         | Paul Dobson         | Reinhard Scheunemann |
| Herrscher Garmadon | Mark Oliver         | Klaus-Dieter Klebsch |

## Produktion

### Animation
Rückkehr der Oni war die letzte Staffel, die von Wil Film ApS in Dänemark animiert wurde. Mit der Produktion der elften Staffel erhielt die Serie ein neues Format und wurde in Kanada von den WildBrain Studios animiert. Lego kündigte die Änderungen im Mai 2019 mit dem Trailer zur elften Staffel an und erklärte: „Ninjago: 'Rückkehr der Oni' ist der Abschluss einer epischen Storyline, die 2018 begann. Nach einem kleinen Urlaub ist es für die Ninja an der Zeit, sich auf ein brandneues Abenteuer vorzubereiten! Die kommende TV-Staffel wird 30 Episoden zu je 11 Minuten umfassen und damit das bisher größte Abenteuer der Ninjas darstellen. Die Staffel setzt kurz nach Rückkehr der Oni ein und bleibt dem Aufbau der Geschichte und den Figuren treu.“

### Verfassung
Im Dezember 2018 gaben die ursprünglichen Autoren Dan Hageman und Kevin Hageman bekannt, dass sie die Serie verlassen werden. Mit der Produktion von Rückkehr der Oni übernahm Bragi Schut die Rolle des Autors für die Show. Die Hageman-Brüder kommentierten ihren Ausstieg aus der Serie auf Twitter mit den Worten: „Auch wenn es uns traurig macht, unseren Ninjago-Fans mitzuteilen, dass wir unsere letzte Episode geschrieben haben, sind wir ermutigt zu wissen, dass es nicht das letzte Ninjago-Abenteuer sein wird. Wir wussten schon seit einiger Zeit, dass Staffel 9 nach 8 großartigen Jahren unser letzter Auftritt sein würde... Obwohl wir bei der Entwicklung der Geschichte im Vorfeld der 100. Episode geholfen haben, ist es wirklich die Arbeit und das Genie unseres Freundes @bragischutjr. Wir fühlen uns glücklich, dass wir bei der Auswahl unseres Vorgängers helfen konnten, und wir wissen, dass Ninjago in seinen fähigen Händen sicher ist.“

## Erscheinung
Rückkehr der Oni wurde am 10. April 2019 komplett ausgestrahlt.  Sie ist somit die zweite der 2 Staffeln bei der alle Folgen der Staffel vor der TV-Premiere Amerikas veröffentlicht wurden.

## Handlung
Seit der Niederlage von Herrscher Garmadon wurde Ninjago City wieder aufgebaut. Als Lloyd jedoch seinen Vater im kryptonischen Gefängnis besucht, warnt ihn Garmadon, dass die „Bringer der Dunkelheit“ anrücken werden, aber Lloyd weigert sich, auf ihn zu hören. In der Zwischenzeit wird den Ninja ein neu gebautes Flugschiff präsentiert. Garmadons Warnungen erweisen sich bald als berechtigt, als die Oni durch den Weltenkristall in Ninjago eindringen. Eine Dunkelheit breitet sich über Ninjago City aus und versteinert jeden, der sie berührt. An Bord des Flugschiffs rasen die Ninja nach Ninjago City, um die Bürger aus der Dunkelheit zu retten. Als die Ninja jedoch ihre Elementarkräfte gegen die dunkle Wolke einsetzen, stellen sie fest, dass sie keine Wirkung zeigen. Lloyd sucht seinen Vater im kryptonischen Gefängnis auf, um ihn um Rat zu fragen. Da die Ninja keine andere Wahl haben, befreien sie Garmadon aus dem Gefängnis und gehen mit ihm eine unangenehme Partnerschaft ein, um die Oni zu besiegen und Ninjago vor der Finsternis zu retten.
Zurück auf dem Flugschiff erklärt Garmadon den Ninja, dass die einzige Möglichkeit, Ninjago zu retten, darin besteht, den Weltenkristall zu zerstören, der sich im Borg-Turm befindet. Lloyd und Garmadon sind sich einig, dass nur sie sich gefahrlos in die Dunkelheit wagen können und aufgrund ihres Oni-Blutes nicht versteinert werden. Während Lloyd und Garmadon in die Dunkelheit eindringen, empfangen die Ninja ein Notsignal aus dem Ninjago-Nachrichten-Gebäude. Sie beschließen, den dort eingeschlossenen Menschen zu helfen, während P.I.X.A.L. zurückbleibt, um Lloyd und Garmadon zu helfen. Als Lloyd und Garmadon den Weltenkristall erreichen, versucht Garmadon, ihn zu zerstören, aber sie werden von Omega, dem Anführer der Oni, angegriffen. Im Kampf gegen Omega und die Oni zerstört Lloyd den Weltenkristall mit dem Schwert der Prophezeiungen, aber es gelingt ihm nicht, sie aufzuhalten, da er lediglich die Eingangstür nach Ninjago zerstört hat. Lloyd und Garmadon finden dann die Rüstung des Goldenen Meisters und stellen fest, dass sie die Oni zurückschrecken lässt. Sie fliehen aus dem Borg-Turm, nehmen die Rüstung mit und werden von P.I.X.A.L. abgeholt. Als die Ninja den Menschen im NGTV-Gebäude zur Flucht verhelfen, drückt Nya versehentlich den Schubhebel in die falsche Richtung und Cole, der an einer Leiter hängt, stürzt von dem Flugschiff in die Dunkelheit, wobei er scheinbar ums Leben kommt.
Nachdem Lloyd und Garmadon zurück sind, fliegen die Ninja zum Kloster, damit Kai die Goldenen Waffen neu schmieden kann, weil sie glauben, dass dies die Oni aufhalten kann. Als die Oni das Kloster angreifen, kommt es zu einem Kampf außerhalb der Mauern. Während des Kampfes werden die Ninja langsam von der wachsenden Oni-Horde überwältigt, aber Cole kommt mit dem Erdbohrer an und die Ninja erkennen, dass er überlebt hat. Jay bittet Nya, sein „Yang“ zu sein, und Nya sagt ohne zu zögern zu. Als alle Hoffnung verloren scheint, schließen sich die Ninja, Wu und Garmadon zusammen und setzen Spinjitzu ein, um den Tornado der Schöpfung zu erzeugen, der zur Zerstörung der Oni führt. Nach der Schlacht hat Lloyd eine Vision, in der er den Ersten Spinjitzu-Meister trifft, der ihm für die Rettung von Ninjago dankt. Während Garmadon ins unbekannte aufbricht, feiern die Ninja ihren Sieg und ihre gemeinsame Geschichte, indem sie ihre Handabdrücke auf die Wandmalerei des Klosters des Spinjitzu setzen.

## Episoden
| Nr. (ges.) | Nr. (St.) | Deutscher Titel           | Originaltitel      | Regie            | Drehbuch    | Premiere USA  | Dt. Premiere D |
| ---------- | --------- | ------------------------- | ------------------ | ---------------- | ----------- | ------------- | -------------- |
| 95         | 1         | Eine dunkle Gefahr        | The Darkness Comes | Per Risager      | Bragi Schut | 19. Apr. 2019 | 15. Apr. 2019  |
| 96         | 2         | Zusammenarbeit            | Into the Breach    | Peter Hausner    | Bragi Schut | 19. Apr. 2019 | 16. Apr. 2019  |
| 97         | 3         | Der Sturz                 | The Fall           | Frederik Budolph | Bragi Schut | 19. Apr. 2019 | 17. Apr. 2019  |
| 98         | 4         | Der Tornado der Schöpfung | Endings            | Peter Hausner    | Bragi Schut | 19. Apr. 2019 | 18. Apr. 2019  |